# Steve Reevis
Steve Reevis (Browning, 14 agosto 1962 – Missoula, 7 dicembre 2017) è stato un attore statunitense.

## Biografia
Nativo americano della tribù dei Piedi Neri e quarto di sei fratelli, ha iniziato la sua carriera alla fine degli anni ottanta ed è principalmente noto per aver recitato nel film Fargo per cui ha vinto un First Americans in the Arts Awards come "miglior attore non protagonista".
Dalla moglie Macile (artista, anche lei nativa di discendenze americane) ha avuto tre figli.

## Filmografia
- I gemelli (Twins), regia di Ivan Reitman (1988)
- Balla coi lupi (Dances with Wolves), regia di Kevin Costner (1990)
- The Doors, regia di Oliver Stone (1991)
- Posse - La leggenda di Jessie Lee (Posse), regia di Mario Van Peebles (1993)
- Geronimo (Geronimo: An American Legend), regia di Walter Hill (1993)
- L'ultimo cacciatore (Last of the Dogmen), regia di Tab Murphy (1995)
- Wild Bill, regia di Walter Hill (1995)
- Fargo, regia dei fratelli Coen (1996)
- The Missing, regia di Ron Howard (2003)
- L'altra sporca ultima meta (The Longest Yard), regia di Peter Segal (2005)
- Road to Paloma, regia di Jason Momoa (2014)

### Televisione
- Terra promessa (Promised Land) – serie TV, un episodio (1997)
- Walker Texas Ranger – serie TV, 2 episodi (1997-1999)
- JAG - Avvocati in divisa (JAG) – serie TV, un episodio (1998)
- Una vacanza di tutto... lavoro (Horse Sense), regia di Joey e Andrew Lawrence – film TV (1999)
- Malcolm (Malcolm in the Middle) – serie TV, un episodio (2002)
- Line of Fire – serie TV, 2 episodi (2004)
- Bones – serie TV, episodio 1x04 (2005)

## Doppiatori italiani
Nelle versioni in italiano delle opere in cui ha recitato, Steve Reevis è stato doppiato da:
- Nino Prester in Geronimo
- Wladimiro Grana in Fargo
- Mauro Magliozzi in Una vacanza di tutto... lavoro
- Maurizio Reti in Malcolm
- Manlio De Angelis in L'altra sporca ultima meta
- Alessandro Ballico in Bones
- Stefano Thermes in Road to Paloma